# Єсенгельдинський сільський округ
Єсенгельди́нський сільський округ (каз. Есенгелді ауылдық округі, рос. Есенгельдинский сельский округ) — адміністративна одиниця у складі Абайського району Карагандинської області Казахстану. Адміністративний центр — село Єсенгельди.
Населення — 847 осіб (2021; 1025 у 2009, 1302 у 1999, 2033 у 1989).
Станом на 1989 рік існувала Єсенгельдинська сільська рада (села Восьмий Аул, Єсенгельди, Пахотне). Село Восьмий Аул було ліквідоване 2011 року.

## Склад
До складу округу входять такі населені пункти:
| Населений пункт   | Населення, осіб (1989) | Населення, осіб (1999) | Населення, осіб (2009) | Населення, осіб (2021) |
| ----------------- | ---------------------- | ---------------------- | ---------------------- | ---------------------- |
| Восьмий Аул, село | 166                    | 98                     | 55                     | -                      |
| Єсенгельди, село  | 1664                   | 1039                   | 909                    | 808                    |
| Пахотне, село     | 203                    | 165                    | 61                     | 39                     |